# 広瀬慶輔
広瀬 慶輔（ひろせ けいすけ、1970年〈昭和45年〉8月31日 - ）は、日本の政治家。大阪府寝屋川市長（2期）。元寝屋川市議会議員（3期）。

## 来歴・人物
大阪府寝屋川市生まれ、寝屋川市立成美小学校、寝屋川市立第九中学校、上宮高等学校、明治大学政治経済学部卒業。明治大学大学院政治経済学研究科博士前期課程修了後、大阪府議会議員の北川法夫（後の第8代寝屋川市長）事務所に務める。
政治の世界に入ることを「高校時代から10年計画」で準備し、1999年春の統一地方選挙に初出馬、寝屋川市議会議員に「史上最年少・最高得票」で当選。以後、3期連続でトップ当選。2010年には史上最年少で副議長に就任。
2011年4月24日に行われた寝屋川市長選挙に立候補。4選を目指す現職の馬場好弘（連合大阪推薦）に敗れた。
※当日有権者数：193,723人 最終投票率：49.38%（前回比：pts）
| 候補者名 | 年齢 | 所属党派 | 新旧別 | 得票数   | 得票率 | 推薦・支持       |
| -------- | ---- | -------- | ------ | -------- | ------ | ---------------- |
| 馬場好弘 | 68   | 無所属   | 現     | 40,519票 | 42.93% | （推薦）連合大阪 |
| 広瀬慶輔 | 40   | 無所属   | 新     | 36,582票 | 38.76% |                  |
| 長野邦子 | 67   | 無所属   | 新     | 17,286票 | 18.31% |                  |

2015年4月の大阪府議会議員選挙では、自由民主党公認で出馬するが、約1,500票差の次点で落選。
2019年4月22日に行われた寝屋川市長選挙では、現職の北川法夫市長の後継として、自由民主党推薦で再び出馬、元市議長の南部創を破り、初当選した。5月29日に就任。
※当日有権者数：194,319人 最終投票率：50.44%（前回比：＋0.9pts）
| 候補者名 | 年齢 | 所属党派 | 新旧別 | 得票数   | 得票率 | 推薦・支持         |
| -------- | ---- | -------- | ------ | -------- | ------ | ------------------ |
| 広瀬慶輔 | 48   | 無所属   | 新     | 53,056票 | 57.92% | （推薦）自由民主党 |
| 南部創   | 55   | 無所属   | 新     | 38,545票 | 42.08% |                    |

2023年4月23日に行われた寝屋川市長選挙では、元市議の井川晃一（大阪維新の会公認）を破り、再選。選挙結果は以下の通り。
※当日有権者数：190,553人 最終投票率：47.77%（前回比：-2.67pts）
| 候補者名 | 年齢 | 所属党派     | 新旧別 | 得票数   | 得票率 | 推薦・支持 |
| -------- | ---- | ------------ | ------ | -------- | ------ | ---------- |
| 広瀬慶輔 | 52   | 無所属       | 現     | 64,917票 | 72.08% |            |
| 井川晃一 | 40   | 大阪維新の会 | 新     | 25,149票 | 27.92% |            |

## 市政
- 2019年6月の市議会定例会に、自身の月額給与を30％削減する条例案を提出。同年7月8日、同条例案は可決された[15]。
- 同年10月、全ての常勤職員を対象に、コアタイムなしの完全フレックスタイム制を全国で初めて導入[16]。職員の8割が利用した一方、職員の残業はさほど減っていないという課題も指摘された[17]。
- 2019年の市長就任後、弁当方式の中学校給食について、生徒から「おいしくなくて、いつも残してしまいます。なんとかしてください」との手紙が寄せられたことを受け、7月にtwitter上でアンケートを実施。中学生や卒業生ら約500人が回答を寄せ、「おいしくない」が77%にのぼったことや、食べ残し率が3割であったことから、11月からは主菜を保温機能のある食缶で運んで教室で取り分ける方法にし、給食費は据え置きとした[18]。
- 同年11月29日、市役所の窓口業務を翌年4月から午前8時～午後8時の12時間制に拡大すると発表した。証明書交付以外に相談や手続きなどを含むすべての窓口業務を12時間対応するのは全国で初めてとなる[19]。
- 2020年5月13日、新型コロナウイルス対策の財源に充てるため、自身の6月から11月までの月額給与の減額率を現行の30％から40％に変更する条例案を市議会臨時会に提出。副市長と教育長については同期間の月額給与の減額率を10％とする。同日、同条例案は可決された[20]。
- 同年5月28日、国の特別定額給付金（1人10万円）について、993世帯に二重に振り込むミスがあったと発表した。対象の市民に謝罪し、計2億1,960万円の回収を進めた[21]。
- 同年6月18日、寝屋川市立中央図書館につき、アスベスト対策を行うと共に解体し、寝屋川市駅前のアドバンスねやがわ1号館の4階、5階に移転新設すると発表した[22]。
- 同年6月には新型コロナウイルス対策の一環として、小中学校の児童生徒が登校かオンラインかを各家庭の希望に応じて選べる「選択登校制」を導入[23]。希望する家庭にSkypeなどで授業をライブ配信する形をとり、同年8月には不登校児童・生徒への支援策としても活用の場を広げた[24]。
- 2021年1月、新型コロナウイルスの感染が疑われる人の自宅にバイク便でPCR検査の検体容器を届け、検体となる唾液を採取してもらうデリバリー型のPCR検査支援事業を府内自治体で初めて開始した[25]。
- 2021年には新型コロナウイルスで打撃を受けた飲食店への支援策として市臨時職員の採用を開始。休業中の市内の居酒屋経営者ら7人が採用された[26]。